# Stratiomys ohioensis
Stratiomys ohioensis is een vliegensoort uit de familie van de Stratiomyidae. De wetenschappelijke naam van de soort is voor het eerst geldig gepubliceerd in 1952 door Steyskal.